# Lista de astronautas
Desde o voo pioneiro de Yuri Gagarin em 1961, 566 seres humanos,[i] homens e mulheres, já foram ao espaço. Esta é a lista completa de todos os astronautas – na definição dos Estados Unidos e da Europa Ocidental – cosmonautas – na definição da extinta União Soviética e da atual Rússia e ex-repúblicas soviéticas – ou taikonautas – na definição da China – que tornaram-se viajantes espaciais.
A lista só contém os nomes daqueles que realmente foram ao espaço sideral, mesmo que em voos suborbitais, fora da atmosfera terrestre (a Fédération Aéronautique Internationale considera como espaço sideral a distância superior ou igual a 100 km da superfície do mar.) – caso dos dois primeiros voos suborbitais norte-americanos, do supersônico experimental X-15 e do primeiro voo espacial não governamental e privado, o projeto Space Ship One, em 2004. Por isso, astronautas treinados mas que nunca saíram da Terra – caso de mortos em acidentes ou de astronautas profissionais que ainda não foram escalados para missões espaciais – não constam dela.
Vários astronautas foram mais de uma vez ao espaço. Como a lista é relativa às pessoas e não às missões, seus nomes só aparecem uma vez, quando de seu primeiro voo.
39 países já enviaram astronautas ao espaço. São eles:
| - Estados Unidos 346 - União Soviética 73 - Rússia 49 - Japão 12 - Alemanha 11 - China 11 - França 10 - Canadá 10 - Itália 7 - Bulgária 2 - Países Baixos 2 - Bélgica 2 - Grã-Bretanha 2 - Tchecoslováquia 1 - Polônia 1 - Hungria 1 - Vietnã 1 - Cuba 1 - Mongólia 1 | - Romênia 1 - Índia 1 - Arábia Saudita 1 - México 1 - Síria 1 - Afeganistão 1 - Ucrânia 1 - Áustria 1 - Suíça 1 - Espanha 1 - Eslováquia 1 - África do Sul 1 - Israel 1 - Portugal 1 - Brasil 2 - Suécia 1 - Malásia 1 - Coreia do Sul 1 - Cazaquistão 1 - Dinamarca 1 - Emirados Árabes Unidos 1 |

## Listas por época
- Lista de astronautas (1961-1979)
- Lista de astronautas (1980-1999)
- Lista de astronautas (2000-2019)
- Lista de astronautas (2020-presente)